# Станислав Манолев
Станислав Любенов Манолев е български футболист. Роден е на 16 декември 1985 г. в Благоевград. Играе на постовете десен бек и десен полузащитник.
Носител на Купата на България за 2008 и 2009 г.

## Клубна кариера
Дебютира за Литекс през есента на 2005 г. в мач с Беласица (Петрич). През сезон 2008/2009 има 13 мача за Литекс в А група, в които е отбелязал един гол, във втори кръг срещу Миньор. За Купа на България по футбол има 1 мач, срещу Ботев Пловдив. За Купата на Купата на УЕФА – четири срещи – две срещу Апоел Кирят Шмона и две срещу Астън Вила (към 26 ноември 2008).
Звездният му миг са полуфиналът и финалът за 2008. Манолев отбелязва три гола в тези два мача, съответно срещу Ботев (Пловдив) и Черно море, и собственоръчно донесе трофея на ПФК Литекс. Той казва, че това е личен реванш за финала през 2007 година, когато отборът му загуби финала със спорна дузпа за негов фаул. В края на Сезон 2008/09 е избран за „най-проспериращ играч“ за шампионата. На 25 юли 2009 г. сключва 3+2-годишен договор с холандския ПСВ Айндховен. Медиите тиражират трансферна сума в размер на 3,1 млн.евро, като Литекс ще получи и 20% от всеки бъдещ негов трансфер.  В края на 2009 г. е награден с приза „Спортен икар“ за пробив в световния спорт. Само след един полусезон с екипа на ПСВ, в края на годината е избран в идеалния отбор на холандското първенство. С добрите си изяви в Ередивизи Манолев продължава да е обект на внимание от страна на редица европейски грандове като Манчестър Сити, Астън Вила, Кьолн и Милан., а шефовете на Айндховен му поставят цена на стойност 5 милиона паунда.
На 15 декември 2011 г. отбелязва първия си гол в евротурнирите с екипа на ПСВ. Това става в протоколен мач за Лига Европа с шут от около 20-ина метра, а и е в основата на втория гол срещу Легия Варшава. Крайния резултат от мача е 2:1 в полза на „филипсите“
На 8 февруари 2019 г. Манолев разтрогва с ЦСКА (София) по взаимно съгласие.

### „Лудогорец“
Дебютира в официален мач в ППЛ на 3 март 2019 г. в срещата „Лудогорец“-„Ботев (Враца)“ 2 – 0 .

## Национален отбор
През август 2008 година, Станислав получава първата си повиквателна за националния отбор на България. Официалният му дебют е в контрола срещу Босна и Херцеговина, когато се появи в 83-та минута. Манолев е в групата за световните квалификации срещуЧерна гора и Италия, но остава резерва. Вторият мач на Манолев за националния отбор, в който е играл, е контрола съсСърбия, когато е на терена през цялото второ полувреме.
На 7 септември 2012 г. в мач от квалификациите за Световното през 2014 г. в Бразилия срещу Италия, Манолев отбелязва гол от около 30 метра на Джанлуиджи Буфон. Мачът завършва 2 – 2. Няколко дни по-късно отново в квалификационен мач от същата група носи победата с 1 – 0 над Армения, а авторитетния сайт Goal.com. в своята класация го обявява за „Футболист № 2“ в света за изминалата седмица.

## Успехи
Литекс Ловеч
- Купа на България (2): 2008, 2009
- „Най-проспериращ играч“ – 2008/09
- Лауреат на „Спортен Икар“ – 2009

## Личен живот
Станислав Манолев е известен като скромен и много трудолюбив футболист. Най-добрият му приятел в Литекс е Петър Занев. Майката на Манолев пътува, за да го подкрепя на мача на Литекс срещу Астън Вила в Бирмингам.
Станислав Манолев има по-голям брат Николай. Николай Манолев учи в ЮЗУ – Неофит Рилски специалност – Право.

## Статистика
- Последно обновяване: 7 май 2013